# China Mobile
China Mobile Limited (chinois : 中国移动通信, Hanyu Pinyin : Zhōngguó Yídòng Tōngxìn) (HKSE : 0941, NYSE : CHL), communément appelé China Mobile, et anciennement appelé CMCC (China Mobile Communications Corporation), est le plus grand opérateur de téléphonie mobile au monde par le nombre d'abonnés, avec plus de 943 millions d'abonnés en novembre 2020.

## Histoire
En 2009, le chiffre d'affaires de China Mobile était de 66,22 milliards de dollars (environ 59 milliards d'Euros) pour un bénéfice de 16,87 milliards de dollars (environ 15 milliards d'Euros), le 3e plus important du monde cette année-là derrière Gazprom et ExxonMobil.
En 2013, pour un montant non communiqué, China Mobile passe un accord avec Alcatel-Lucent pour une partie du déploiement du plus grand réseau 4G au monde.
En juin 2014, China Mobile annonce l'acquisition de 18 % de True Corporation pour l'équivalent de 881 millions de dollars. C'est le premier investissement dans une région non sinophone.
En octobre 2014, Nokia et China Mobile ont signé un accord-cadre de 970 millions de dollars pour une livraison de matériel et services entre 2014 et 2015. 
En décembre 2021, China Mobile lève 8,8 milliards de dollars via une introduction en bourse partielle à la Bourse de Shanghai, ce qui constitue la plus grande introduction en bourse en Chine depuis 2010. 

## Principaux actionnaires
Au 13 janvier 2020:
| China State-Owned Assets Supervision & Admn Commission | 72,7 % |
| The Vanguard Group,                                    | 0,93 % |
| BlackRock Fund Advisors                                | 0,76 % |
| Caisse de dépôt et placement du Québec                 | 0,39 % |
| Norges Bank Investment Management                      | 0,36 % |
| Orbis Investment Management                            | 0,34 % |
| Hang Seng Investment Management                        | 0,33 % |
| FIL Investment Management (Hong Kong)                  | 0,32 % |
| State Street Global Advisors Asia                      | 0,28 % |
| Dimensional Fund Advisors                              | 0,27 % |